# Мунэката, Норико
Норико Мунэката (Айрленд) (по-мужу Ireland; яп. 宗像 記子, англ. Noriko Munekata, родилась 30 января 1974, Япония) — японская конькобежка, участница зимних Олимпийских игр 1998 года, серебряный и бронзовый призёр чемпионата Азии, 3-кратная бронзовый призёр чемпионата Японии, 2-кратная рекордсменка Японии.

## Биография
Норико Мунэката родилась в посёлке Синтоку в семье отца Хадзимэ и матери Тидзуко. Начала кататься на коньках, когда училась в начальной школе Минами Коидэ. В 1988 и 1989 годах, учась в неполной средней школе Куцоку, участвовала на Всеяпонских юношеских играх, а с 1991 года, когда была в средней школе Сиракаба Гакуэн выступала на чемпионате Японии среди юниоров. В 1992 году Норико стала серебряным призёром в многоборье среди юниоров и дебютировала на чемпионате мира среди юниоров, где заняла 5-е место в многоборье. В том же году присоединилась к 
команде "Fuji Express".
В 1992 году впервые участвовала на Всеяпонском чемпионате в многоборье. В декабре 1993 года заняла 4-е место на чемпионате Японии и в феврале 1994 года дебютировала на чемпионате мира в классическом многоборье в Бьютте, заняв неожиданно для всех 4-е место. В 1995 году Мунэката выиграла бронзовую медаль на чемпионате Японии в многоборье, и на чемпионате мира в классическом многоборье заняла 15-е место. Следующий сезон 1995/96 она провела слабо и не попала в состав сборной.
В ноябре 1996 года на чемпионате Азии на отдельных дистанциях в Обихиро финишировала 2-й в забеге на 1500 м и 3-й на 3000 м. В 1997 году она во второй раз выиграла бронзу на чемпионате Японии в многоборье, следом заняла 19-е место в многоборье на чемпионате мира в Нагано и на чемпионате мира на отдельных дистанциях в Варшаве заняла 13-е место в забеге на 3000 м.
В 1998 году, после очередного третьего места в многоборье на Всеяпонском чемпионате Норико участвовала в первый раз на зимних Олимпийских играх в Нагано, где финишировала 18-й в забеге на 3000 м из 32 участников. На чемпионате мира в Херенвене поднялась на 16-м место, а на чемпионате мира на отдельных дистанциях она заняла на дистанции 3000 м 8-е место и 10-е на 1500 м. В конце сезона она завершила карьеру спортсменки.

## Личная жизнь
Норико Мунэката замужем за канадским бывшим конькобежцем Майком Айрлендом. Они проживают в Канаде. В её увлечения входят музыка, фильмы, чтение, походы по магазинам. В честь участия Норико в олимпиаде в 1998 году открыт в её родном посёлке Синтоку баннер около начальной школы, где она училась.